# Помошная (село)
Помошна́я (укр. Помічна) — село в Помошнянской городской общине Новоукраинского района Кировоградской области Украины.
Население по переписи 2001 года составляло 1303 человека. Население по данным 2024 года составляло 872 человека. Почтовый индекс — 27031. Телефонный код — 5251. Код КОАТУУ — 3524084801.